# Esther Eisenlauer
Esther Eisenlauer (ur. 29 października 1977) – niemiecka lekkoatletka specjalizująca się w rzucie oszczepem.
Na początku kariery – w 1996 – odpadła w eliminacjach mistrzostw świata juniorów. Medalistka mistrzostw Niemiec oraz reprezentantka kraju w zimowym pucharze Europy w rzutach.
Rekord życiowy: 61,04 (18 lipca 2010, Brunszwik). 

## Osiągnięcia
| Rok  | Impreza                        | Miejsce | Pozycja           | Wynik |
| ---- | ------------------------------ | ------- | ----------------- | ----- |
| 1996 | Mistrzostwa świata juniorów    | Sydney  | el. – 17. miejsce | 48,62 |
| 2011 | Zimowy puchar Europy w rzutach | Sofia   | 2. miejsce        | 56,99 |
| 2012 | Zimowy puchar Europy w rzutach | Bar     | 5. miejsce        | 58,42 |